# Rescue Nunatak
Rescue Nunatak är en nunatak i Antarktis. Den ligger i Östantarktis. Australien gör anspråk på området. Toppen på Rescue Nunatak är 962 meter över havet.
Terrängen runt Rescue Nunatak är platt åt sydväst, men åt nordost är den kuperad. Trakten är obefolkad. Det finns inga samhällen i närheten.